# Гершаник, Виктор Абрамович
Виктор Абрамович Гершаник (1924, Кривой Рог, Екатеринославская губерния — 1991, Тюмень) — советский учёный-исследователь, геофизик-сейсморазведчик, один из первооткрывателей нефти Западной Сибири, ветеран. Участник внедрения первых ЭВМ для обработки геолого-геофизической информации. Первооткрыватель Шаимского месторождения нефти (1970). 

## Биография
Родился в 1924 году в городе Кривой Рог.
Участник Великой Отечественной войны с августа 1942 года. Призван Советским районным военным комиссариатом Москвы после 10 класса школы. Служил в 40-й осбр в звании красноармейца. Выбыл по инвалидности в мае 1943 года — оторвало руку.
В конце 1940-х годов окончил физико-математический факультет Днепропетровского института, получив квалификацию физика.
В 1948 году в составе Уральского геофизического треста создана Тюменская геофизическая экспедиция под руководством  Д. Ф. Уманцева в составе гравиметрической, электроразведочной и четырёх сейсморазведочных партий (Обской, Тобольской, Викуловской и Тавдинской). К концу 1950 года численность сейсморазведочных партий возросло до шести. В начале 1950 года направлен в Ханты-Мансийск в Обскую сейсморазведочную партию в должности инженера-интерпретатора. В составе партии принимал участие в сейсморазведочных работах по профилю реки Обь от Ханты-Мансийска к Нижневартовску методом преломлённых волн. К осени работы остановились в районе Покура.
В 1953 году выполнял работы по сейсмокаротажу на Берёзовском газовом месторождении. В августе 1953 года на скважине будущего месторождения произошла авария. Техник сейсморазведочной станции Борис Самсонов инициировал взрыв большого заряда взрывчатого вещества, что привело гибели дизелиста Александра Коха и самого Самсонова. Двое прямых виновников получили по два года тюрьмы, оставленные на объекте за начальство Виктор Гершаник и Семён Лев — по году исправительно-трудовых работ на рабочем месте без права выезда.
Летом 1956 года гравиразведочная партия под руководством Василия Фёдоровича Блохинцева выполнила детализационные работы в Шаимской тайге, через год была пробурена опорная скважина, показавшая перспективность площади. Сейсморазведочная партия А. Е. Черепанова выполнила работы по 4-километровому профилю в русле реки Конда и выделила Шаимский прогиб. Осенью 1958 года отряд сейсморазведочной партии по руководством Гершаника по реке Конда прибыл в район Шаима, где были выявлены Мулымьинская и Трёхозёрная структуры и определены места установки скважин.
Затем перешёл на работу в Ханты-Мансийск, работал в комплексной геологоразведочной экспедиции, возглавлял геофизическую партию, был старшим инженером, начальником производственного отдела. После работал в Тюмени в институте ЗапСибНИГНИ. В последние годы жизни был старшим геофизиком Туринской геофизической экспедиции Ханты-Мансийского геофизического треста (сейчас «Хантымансийскгеофизика»).
Умер в 1991 году, на 67-м году жизни.